# Главница (река)
Главница (до 29 юни 1942 г. Ана дере) е река в Североизточна България, област Шумен – община Каспичан и Област Варна – община Провадия, десен приток на Провадийска река. Дължината ѝ е 40,8 км.
Река Главница води началото си под името Мерявица от подножието на връх Аталана в Провадийското плато на 365 м н.в., на 3 км югоизточно от село Кюлевча, община Каспичан. До изтичането си от язовир „Снежина“ тече на югоизток в дълбока долина под името Аннадере. След това долината ѝ става широка, с обработваеми земи, а посоката ѝ източна. Влива се отдясно в Провадийска река на 16 м н.в., на 1,7 км източно от село Бозвелийско. Долното течение на реката е изцяло коригирано с водозащитни диги.
Площта на водосборния басейн на Главница е 374,5 км2, което представлява 17,5% от водосборния басейн на Провадийска река. Реката е най-голям приток на Провадийска река.
Основни притоци – → ляв приток, ← десен приток:
- ← Крива река
- ← Черноошко дере
- ← Батаджикдере
- → Демирджийца

Реката е главно с подземно подхранване, с максимален отток през февруари-март, а минимален – август-септември. Среден годишен отток при устието 1,687 m3/s.
По течението на реката са разположени 4 села в Община Провадия: Блъсково, Комарево, Тутраканци, Бозвелийско.
Водите на реката основно се използват за напояване – язовир „Снежина“.

## Топографска карта
- Лист от карта K-35-31. Мащаб: 1 : 100 000.